# 온누리분지
온누리분지(Onnuri Basin)는 강원대지 남부 일부에 형성된 수심 약 1600m대의 해저분지이다.

## 해양지명
수로업무법 제33조의4 제1항의 규정에 의거 해양지명위원회에서 심의·결정한 해양지명은 다음과 같다.
- 제정 해양지명 : 온누리분지
- 대표위치(WGS-84) : 37-45N 129-51E
- 범위 : 강원대지 남부 일부에 형성된 수심 약 1600m대의 해저분지로서 대표위치를 중심으로 동서로 약20km, 남북으로 약 40km에 달하는 타원형의 해저분지

## 명칭 유래
'온누리'라는 명칭은 순수 우리말이며, 이미 관련 학술연구 등에서 사용되고 있는 명칭이다.